# 瓜达苏阿尔
瓜达苏阿尔，是西班牙巴伦西亚自治区巴伦西亚省的一个市镇。总面积35平方公里，总人口5414人（2001年），人口密度155人/平方公里。